# Die Prostitution
Die Prostitution ist ein zweiteiliger deutscher Stummfilm aus dem Jahr 1919 von Richard Oswald mit Conrad Veidt, Reinhold Schünzel und Anita Berber in den Hauptrollen.

## Handlung
In diesem für die Umbruchszeit 1918/19 typischen Sittenfilm werden im ersten Teil in episodenhafter Form Schicksale mehrerer junger Mädchen geschildert. Ihr sozialer Abstieg führt in die Prostitution, ihr Lebensweg endet im Bordell oder im Rinnstein. In der Rahmenhandlung zu Beginn und am Ende des Films urteilt ein fiktives Weltgericht über die Prostitution als Institution, die zum moralischen Verfall junger Mädchen, aber auch, wie im zweiten Teil, zum Verfall sozialer Werteordnungen und bürgerlicher Sitten führt.

### Erster Teil: Das gelbe Haus
Das Weltgericht zur Verurteilung der Prostitution tagt. Anhand des Falles der Töchter des Agenten Klaßen soll herausgefunden werden, wieso Klaßens beide Mädchen der Prostitution anheimfallen konnten. Dieser Klaßen ist ein arbeitsscheuer Trinker, der aus purem Eigennutz seine Lola und seine Hedwig in die Arme gut zahlender Männer treibt. Die etwas leichtlebige Lola beginnt rasch ein Verhältnis mit dem Zuhälter Karl Döring, der bei dem ebenso verliebten wie einfältigen Mädchen ein leichtes Spiel hat. Rasch wird sie zum „Wanderpokal“, gerät in die Hände eines Betrügers und wird schließlich der „Star“ im Etablissement der Madame Riedel. Ihr Lebensweg endet als Straßenhure – auf dem Strich wird Lola schließlich Opfer eines „Lustmörders“.
Hedwig hingegen widersteht den Verlockungen des Sündenpfuhls, wird aber dennoch von ihrem nichtsnutzigen Vater gleichfalls an Madame Riedel weitergereicht. Ihr Glück und ihre Rettung naht in Gestalt eines anständigen Mannes: Er heißt Alfred Werner und heiratet am Ende Hedwig. Die Möglichkeit des Ausweges aus der Prostitution, so die Moral von der Geschichte, ist also gegeben. Ein weiterer Handlungsstrang dreht sich um den nach seinem Kind suchenden Hausbesitzer Hiller. Auch er will seine Tochter aus den Fängen der käuflichen Liebe befreien und findet Vera, sein einziges Kind, unter dramatischen Umständen ebenfalls im Puff der Madame Riedel, dem gelben Haus, wieder.

### Zweiter Teil: Die sich verkaufen
Der zweite Teil handelt nicht von der körperlichen Prostitution, vielmehr prangert er die Prostitution und Korruption von Geist und Charakter an. Erzählt wird eine Geschichte, die sich am realen „Fall Kupfer“ orientiert. Ein Betrügerpärchen aus „besseren Kreisen“, Frau Bürger und ihr Geschäftsführer Herr Sasse, gründet eine kleine Aktiengesellschaft. Frau Bürger führt ein Doppelleben. Nach außen hin gibt sie sich als liebevolle Mutter, de facto ist sie aber eine Hochstaplerin, denn sie behauptet, in Argentinien eine Silbermine zu besitzen, deren Anteile sie an leichtgläubige Anleger in Deutschland mit horrenden Gewinnen verkauft. Die Presseorgane, die sich häufig als käuflich erweisen, sind dabei, das unseriöse Unternehmen seriös zu schreiben.
Erst als sich der junge, aufrichtige und sich der Gerechtigkeit verschreibende Redakteur Hofer weigert, das Spiel der Bestechlichkeit mitzuspielen, wird der Betrug des Paares entlarvt und die Spekulationsblase platzt. Als Sasse verhaftet wird, setzt er den ermittelnden Staatsanwalt Hartwig unter Druck, um wieder freizukommen: Einst hatte Sasse Hartwigs Sohn beim Falschspiel entlarvt und von diesem auch noch sein Falschspiel schriftlich bestätigen lassen. Und so gelangt der Betrüger Sasse wieder auf freien Fuß. Obwohl Journalist Hofer mit der Tochter Frau Bürgers verlobt ist, zeigt er sich unkorrumpierbar und veröffentlicht den ganzen Fall. Die Schurken sind entlarvt, ihr Schwindelunternehmen bricht in sich zusammen. Während Sasse sich vergiftet, kann die alte Bürger sich ins Ausland absetzen. Hofers Aufrichtigkeit hat jedoch seinen Preis: Seine Verlobte verlässt ihn.

## Produktionsnotizen und Zensurprobleme
Die Dreharbeiten begannen in der filmzensurfreien Zeit wenige Wochen nach Ende des Ersten Weltkriegs. Mit seinem während des Krieges entstandenen Vierteilers Es werde Licht! und diesem Zweiteiler erwarb sich Oswald den Ruf, ein eigenes Filmgenre, den Aufklärungs- und Sittenfilm begründet zu haben.
Der erste Teil des Films wurde mit dem Untertitel „Das gelbe Haus“ am 1. Mai 1919 im Berliner Marmorhaus, der zweite Teil mit dem Untertitel „Die sich verkaufen“ am 30. August 1919 uraufgeführt. Beide Teile besaßen eine Gesamtlänge von rund 5000 Metern, das entspricht einer Spieldauer von gut vier Stunden.
Die wissenschaftliche Beratung oblag Magnus Hirschfeld.
Nach der Wiedereinführung der Zensur wurde ein Verbot des Films ausgesprochen. In der Entscheidungsbegründung bezüglich des zweiten Teils hieß es seitens der Film-Prüfstelle Berlin am 7. August 1920: „Die Darstellung innerlicher Verderbtheit der Menschen, welche in diesem Film in sehr eingehender und bisweilen in sittlich anstössiger Weise behandelt wird, ist geeignet, nicht nur auf einzelne Menschen, sondern auch bei einem grossen Teil des Volkes den Eindruck zu erwecken, dass es sich um Vorkommnisse des täglichen Lebens handelt (…) Auch der Haupttitel „Prostitution“ ist geeignet, entsittlichend zu wirken (…) Der Titel verfolgt demnach keinen anderen Zweck, als das Publikum anzulocken und es in dem Glauben zu versetzen, dass in dem Film erotische Bilder gezeigt werden.“
1921 wurde Die Prostitution unter dem Originaltitel verboten, unter dem Titel „Das gelbe Haus“ aber – unter Jugendverbot – erlaubt.  Im April 1922 verbot das Landgericht Stuttgart Die Prostitution. Ende 1922 verwarf das Reichsgericht in Leipzig die Revision und ordnete die Zerstörung des Films an. Seitdem ist der Film nicht zu finden.

## Kritiken
Die Filmkritik ging bei der Erstaufführung 1919 vor allem auf die inhaltlichen Freiheiten bei der Themengestaltung ein, die dank der kurzlebigen Zensurfreiheit unmittelbar nach dem Ersten Weltkrieg möglich waren.
In Der Kinematograph hieß es: „Einer kleinen Zahl von Freunden zeigte Richard Oswald seinen neuen Film, das Dr. Magnus Hirschfeld’sche Tendenzwerk ‚Die Prostitution‘. Man kann beim Lesen der Anzeige verschiedener Meinung darüber sein, ob man schon heute, gleich nach der Milderung der Zensur, solche Themen für die Leinwand zurechtmachen soll. Es ist zu befürchten, daß die Kinofeinde bei ihrem Feldzug gegen die Zensurfreiheit auf solche ‚anstößigen‘ Titel hinweisen. Wenn man sich den Film angesehen hat, so werden wohl solche Bedenken verstummen müssen, da es sich hier nicht etwa um ein wildes Sensations-Radau-Stück, sondern um ein ernstes Werk von Bedeutung im Aufklärungskampf gegen das kasernierte und wilde Dirnentum handelt. (…) Am meisten fesselt wie bei der Mehrzahl des Oswald-Films hier die Leistung der Darsteller. Anita Berber als Hauptvertreterin der Dirnen zeichnet eine trefflich lebenswahre Type. Man ist erstaunt, wie die Tanzkünstlerin mit Grazie und Geschick eine Filmdiva wird. Wenn man sich ihrer wenig ergötzlichen ‚Dreimäderl-Haus‘-Leistung erinnert, muß man mit Genugtuung konstatieren, daß sie ausgezeichnete Fortschritte in der dramatischen Schauspielkunst gemacht hat. Ihre Gegenspielerin ist Gussy Holl. Zum erstenmal vor dem Kurbelkasten. Überraschend gut. Von einer Bildwirksamkeit, wie man sie nur ganz selten bei deutschen Flimmern findet. Auch bei ihr wundert man sich, wie aus der schlüpfrigen Überbrettldiva eine gesetzte, ernste Schauspielerin geworden ist. (…) Die Herren haben gleichgute Darsteller: Conrad Veidt wie immer, tadelfrei in Maske und Mimik.“
Das Berliner Tageblatt schrieb: „Auch das Kino hat jetzt mehr Bewegungsfreiheit, es kann sich mehr als früher an heikle Stoffe wagen. Nur kommt es viel auf die delikate Durcharbeit an. ‚Die Prostitution‘ heißt der jüngste Kulturfilm von Richard Oswald und Dr. Magnus Hirschfeld, der im Marmorhaus läuft. Der Film bringt aus dem Leben gegriffene Gestalten auf die Leinwand, die trefflich Werdegang, Glück und Ende einer Verlorenen, ohne Überschwang und ohne Benutzung allzu greller Farben, illustrieren. Die Handlung vermeidet jede Rührseligkeit ebenso wie den belehrenden Ton, den manche andere dieser Filme anschlagen, und gerade deshalb wirkt er eindringlicher als diese. Reinhold Schünzel als Zuhälter und Fritz Beckmann als kupplerischer Vater liefern Kabinettstücke. Anita Berber und Gussy Holl spielen die beiden weiblichen Hauptpersonen des Films und entledigen sich ihrer Aufgabe mit Takt und Geschmack. Ferdinand Bonn, Veidt und Klein-Rohden zeigen sich als gewandte Filmdarsteller.“